# Mixed Flats
Mixed Flats é um curta-metragem mudo norte-americano de 1915, do gênero comédia, com o ator cômico Oliver Hardy.

## Elenco
- Ben Walker - Jack Robbins
- Oliver Hardy - Bob White
- Frances Ne Moyer - Sra. Robbins
- Mabel Paige - Slavey
- Nellie Farron - Sra. Blake
- Ed Lawrence - Ministro Blake
- William H. Hopkins - Um zelador